# Hildebert II
 (septembre 2022).
Hildebert II, né au Xe siècle et mort le 1er octobre 1023 est un bénédictin normand, quatrième abbé du Mont Saint-Michel de 1017 à 1023. 

## Biographie

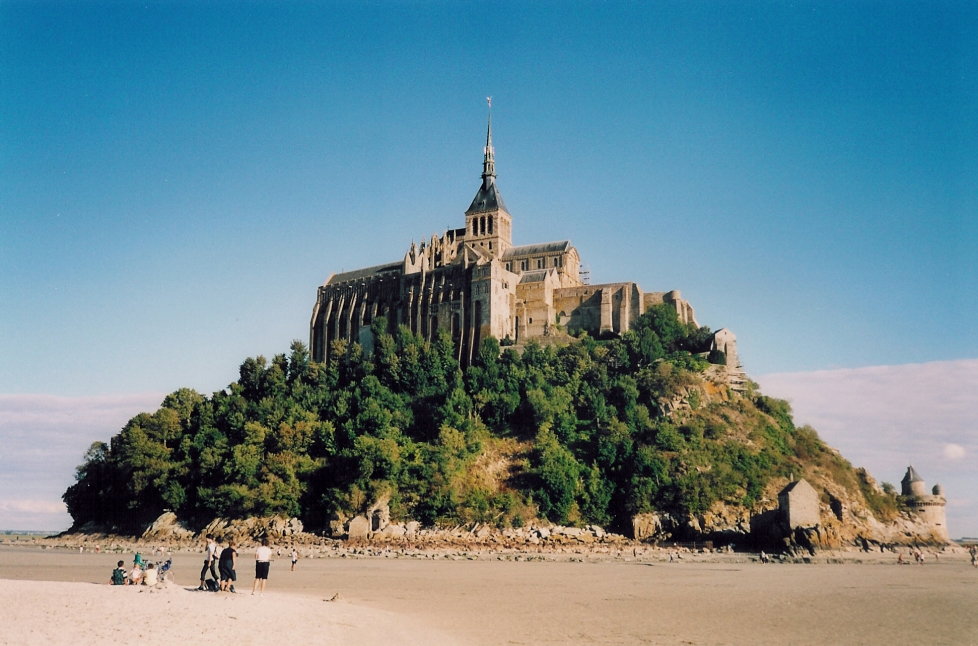
Le mont Saint-Michel.

Hildebert II, neveu du précédent abbé, Hildebert Ier fut appelé à recueillir l’héritage de son autorité. C’est un des abbés du mont saint-Michel, dont les hardis édifices de ce monastère attestent encore aujourd’hui le génie. Le duc de Normandie, Richard II ne se contenta pas de confirmer cette élection ; il témoigna encore sa bienveillance envers ce monastère, en choisissant son église pour la célébration de son mariage avec Judith de Bretagne, aussi célèbre par la pureté de ses mœurs que par l’éclat de sa beauté. Le duc normand vint recevoir sa jeune épouse au Mont Saint-Michel, où le mariage s’y accomplit au milieu des jeux et des fêtes, en présence de la noblesse des deux pays.
Richard II manifesta en cette circonstance son affection envers le mont Saint-Michel, par les témoignages les plus magnifiques de sa libéralité. Non seulement il restitua aux religieux de ce couvent la propriété des villages qui lui avaient été attribués par le Guillaume Ier de Normandie et dont le comte Robert les avait dépouillés, mais il leur donna encore l’abbaye de Saint-Pair, avec ses églises et ses moulins, ses prairies, ses forêts, ses terres cultivées et incultes, spacieux territoire baigné au nord par le ruisseau Venleia, au couchant par l’Océan, au midi par le Tarn, et limité à l’est par la voie publique de Coutances à l’île de Chausey, désignée comme une dépendance de cette abbaye ; le village de Chanteloup dans toutes ses dépendances ; la terre de Grimbauld qui s’étendait en trois paroisses, Bricqueville, Flamanville et Lengronne ; la Colombe ainsi que son église, son moulin et ses bois ; la terre de Durand dans l’enclave de Verley ; les fiefs du moine Pierre, dans l’île de Jersey ; de Bernard, père de l’abbé Hildebert, dans le territoire de Rotoloi ; une partie d’Hérenguerville ; l’importante paroisse de Verson, dans le diocèse de Bayeux, et la moitié de Mondretville, localité attenante.
Cette charte signée et approuvée par Maugis, évêque d’Avranches, leur conférait, encore le monastère de Saint-Pierre, élevé sur le penchant du Mont Tombe, à la condition d’y établir des clercs, sous la surveillance et la discipline de l’abbé du Mont, chargés d’offrir à Dieu des prières pour le donataire et ses enfants ; il les exemptait, en outre, d’impositions pour les baronnies de Genêts et d’Ardevon, et enfin, leur attribuait les droits prélevés dans la ville du Mont Saint-Michel sur les marchands et les voyageurs, les coutumes de cette ville, le droit de basse et moyenne justices sur les clercs comme sur les séculiers, et le bénéfice des amendes.
Richard ayant remarqué, lors de la célébration de son mariage, l’étroitesse de l’oratoire, résolut de faire élever à sa place un temple plus élégant et plus spacieux. Chargé de la réalisation de ce projet, Hildebert II, triompha, avec la plus audacieuse habileté, des obstacles que la configuration du rocher opposait au projet : la construction originale à l’est, au sud et à l’ouest de la cime du rocher, d’épaisses voûtes, qui en élargirent la surface, prêtèrent, par cet admirable artifice de l’art, aux constructions l’espace que leur avait refusé la nature, en leur offrant une base aussi solide que le roc lui-même. Celles du couchant et du midi ont supporté sans fléchir, depuis près d’un millénaire, la masse de cette église, si souvent ravagée par les flammes.
Hildebert II poussa les travaux avec une ardeur égale à l’habileté qu’il montra dans leur plan et dans leur direction. Les beaux piliers de la nef romane s’élevaient avec une rapidité qui promettait l’achèvement prochain de cette somptueuse basilique, quand la mort de cet abbé vint interrompre ces constructions.
Hildebert II fut le dernier abbé du Mont Saint-Michel à être inhumé dans le petit jardin où s’étendirent plus tard les édifices claustraux.

## Sources
- Fulgence Girard, Histoire géologique, archéologique et pittoresque du Mont Saint-Michel au péril de la mer, E. Tostain, 1843 (OCLC 1194216491, lire en ligne), p. 81-85.